# Sara Russell
Sara Samantha Russell (1966) es profesora de ciencias planetarias y líder del Grupo de Materiales Planetarios en el Museo de Historia Natural de Londres. Es miembro de la Meteoritical Society y de la Royal Astronomical Society.

## Educación y primeros años
Russell quedó cautivada por el aterrizaje en la Luna cuando era niña. Estudió en la Universidad de Cambridge, donde fue introducida al microanálisis por Jim Long. Ella había comenzado a estudiar ciencias naturales, pero escuchó que los geólogos organizaban las mejores fiestas, así que cambió de curso. Se inspiró para completar un doctorado en geología después de asistir a una conferencia de Colin Pillinger, y se mudó a la Open University. Ganó el premio Keith Runcorn de la Royal Astronomical Society a la mejor tesis doctoral británica en geofísica en 1993.

## Carrera
Russell completó una investigación postdoctoral en el Instituto de Tecnología de California y el Instituto Smithsonian.